# Rosenön

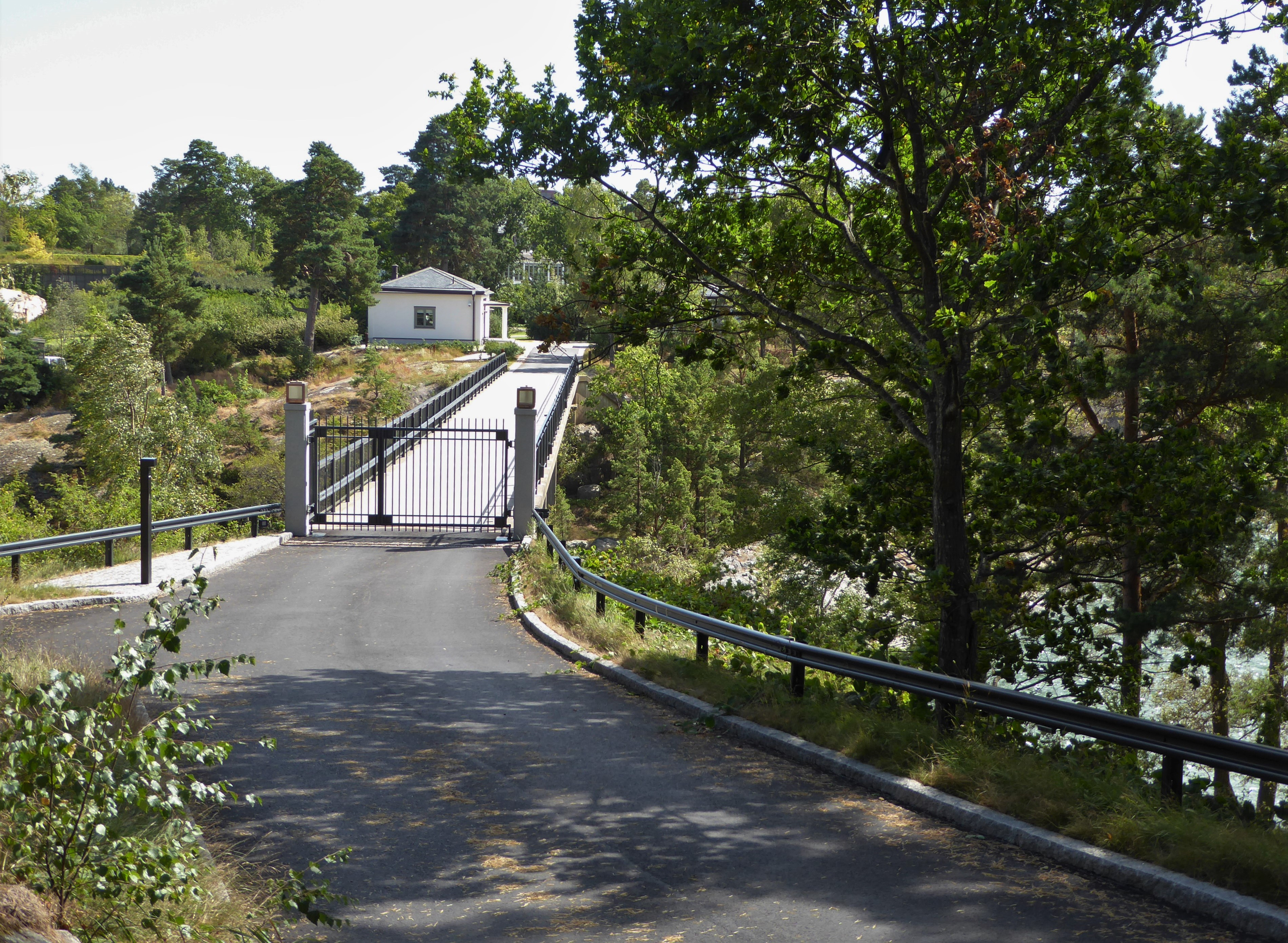
Bron till Rosenön.

Rosenön är en ö och fastighet i Dalarö socken i Haninge kommun i Södermanland. Den ligger nordöst om Smådalarö varifrån det finns broförbindelse.
Fram till november 2008 var Rosenön en konferensanläggning i Hyresgästföreningens regi. Den 4 augusti 2008 förvärvades fastigheten av miljardären Niklas Zennström för cirka 75 miljoner kronor, och tillträdet skedde i januari 2009. Länsstyrelsen och Haninge kommun hävdade att han agerat i strid mot allemansrätten och lagen om enskilda vägar efter att ha spärrat av den enda tillfartsvägen för motortrafik till Rosenön med en taggtrådsgrind. Det är inte säkert att detta stämmer då han äger hela ön, inklusive bron. I dagsläget är dock alla hinder borttagna dagtid.
Äldre namn på ön är Krogholmen. Bakgrunden till namnet är att det förr bedrivits krogverksamhet på ön.